# Ochtozetus
Ochtozetus is een geslacht van kevers uit de familie van de loopkevers (Carabidae). De wetenschappelijke naam van het geslacht is voor het eerst geldig gepubliceerd in 1871 door Chaudoir.

## Soorten
Het geslacht Ochtozetus omvat de volgende soorten:
- Ochtozetus bicolor (Brulle, 1838)
- Ochtozetus inexpectatus Bousquet & Laplante, 1997